# ZARD
ZARD est à l'origine un groupe de J-pop réuni en 1991 autour de la chanteuse et ex-mannequin japonaise Izumi Sakai, qui en reste rapidement le seul membre permanent, ZARD devenant de fait son « projet vocal » personnel, jusqu'à son décès en 2007.
Malgré sa discrétion médiatique, donnant rarement des interviews ou des concerts, ZARD est l'un des 10 meilleurs vendeurs de l'histoire de la musique japonaise avec plus de 36 millions de disques écoulés. ZARD est connu en Occident pour avoir interprété de nombreux génériques de séries anime, notamment pour Détective Conan ou Dragon Ball GT. ZARD s'éteint donc en mai 2007 avec sa chanteuse malade d'un cancer, décès présumé accidentel qui suscite un grand émoi et de nombreux hommages au Japon.

## Discographie

### Singles
- Good-bye My Loneliness (10 February 1991) #9
- Fushigine (25 June 1991) #30
- Mou Sagasanai (6 November 1991) #39
- Nemurenai Yoru wo Daite (5 August 1992) #8
- IN MY ARMS TONIGHT (9 September 1992) #9
- Makenaide (27 January 1993) #1
- Kimi ga Inai (21 April 1993) #2
- Yureru Omoi (19 May 1993) #1
- Mou Sukoshi Ato Sukoshi... (4 September 1993) #2
- Kitto Wasurenai (3 November 1993) #1
- Kono Ai ni Oyogi Tsukarete mo (2 February 1994) #1
- Konna ni Soba ni Irunoni (8 August 1994) #1
- Anata wo Kanjiteitai (24 December 1994) #2
- Just believe in love (1 February 1995) #2
- Ai ga Mienai (5 June 1995) #2
- Sayonara wa Ima mo Kono Mune ni Imasu (28 August 1995) #1
- My Friend (8 January 1996) (Quatrième thème de fin de Slam Dunk) #1
- Kokoro wo Hiraite (6 May 1996) #1
- Don't you see! (6 January 1997) (Second thème de fin de Dragon Ball GT) #1
- Kimi ni Aitakunattara... (26 February 1997) #2
- Kaze ga Toori Nukeru Machi e (2 July 1997) #3
- Eien (20 August 1997) #1
- My Baby Grand -Nukumori ga Hoshikute- (3 December 1997) #3
- Iki mo Dekinai (4 March 1998) (Second thème d'ouverture de Chuuka Ichiban) #1
- Unmei no Roulette Mawashite (17 September 1998) (Quatrième thème d'ouverture de Détective Conan) #1
- Atarashi Door -Fuyu no Himawari- (2 December 1998) #3
- GOOD DAY (2 December 1998) #2
- MIND GAMES (7 April 1999) #1
- Sekai wa Kitto Mirai no Naka (16 June 1999) #2
- Itai Kurai Kimi ga Afureteiru yo (14 October 1999) #5
- Kono Namida Hoshi ni Nare (1 December 1999) #5
- Get U're Dream (6 September 2000) #4
- promised you (15 November 2000) #6
- Sawayaka na Kimi no Kimochi (22 May 2002) #4
- Ashita wo Yume Mite (9 April 2003) (Dix-septième thème de fin de Détective Conan) #4
- Hitomi Tojite (9 July 2003) #4
- Motto Chikaku de Kimi no Yokogao Miteitai (12 November 2003) #8
- Kakegae no Nai Mono (23 June 2004) #4
- Kyou wa Yukkuri Hanasou (24 November 2004) #5
- Hoshi no Kagayaki yo / Natsu wo Matsu Sail no You ni (20 April 2005) (Quinzième thème d'ouverture de Détective Conan et thème du film Détective Conan: Stratégie en profondeur, respectivement) #2
- Kanashii Hodou Anata ga Suki / Karaa to Ikou! (8 March 2006) (Vingt-quatrième thème de fin de Détective Conan) #2
- Heart ni Hi wo Tsukete (10 May 2006) #10
- Glorious Mind (12 December 2007) #2 (Vingt-et-unième thème d'ouverture de Détective Conan)
- Tsubasa wo Hirogete / Ai wa Kurayami no Naka de (9 April 2008) (Thème du film Détective Conan: La Mélodie de la peur et vingt-deuxième thème d'ouverture de Détective Conan, respectivement) #3

### Albums
- 1991 : Good-bye My Loneliness
- 1991 : Mou Sagasanai
- 1992 : Hold Me
- 1993 : Yureru Omoi
- 1994 : Oh My Love
- 1995 : Forever You
- 1996 : Today is Another Day
- 1999 : Eien
- 2000 : ZARD Cruising & Live  (live)
- 2001 : Toki no Tsubasa
- 2004 : Tomatteita Tokei ga Ima Ugokidashita
- 2005 : Kimi to no Distance

### Compilations
- 1997 : ZARD Blend ~Sun and Stone~
- 1999 : ZARD BEST The Single Collection -Kiseki-
- 1999 : ZARD BEST -Requested Memorial-
- 2001 : ZARD Blend II ~Leaf and Snow~
- 2006 : Golden Best ~15th Anniversary~
- 2007 : Soffio di Vento ~Best of Izumi Sakai Sellection~
- 2007 : Brezza di Mare ~Dedicated to Izumi Sakai~
- 2008 : ZARD Request Best ~Beautiful Memory~